# Puținei, Mehedinți
Puținei este un sat în comuna Izvoru Bârzii din județul Mehedinți, Oltenia, România.